# San Gregorio de Nigua
San Gregorio de Nigua – miasto w Dominikanie, w prowincji San Cristóbal.